# Archino
Archino (in greco antico: Αρχῖνος?, Arkhìnos; V secolo a.C. – dopo il 402 a.C.) è stato un oratore e politico ateniese.

## Biografia
Fu, insieme a Trasibulo, a capo dei democratici fuorusciti che avevano occupato File contro i Trenta tiranni.
Divenne un personaggio importante dopo la restaurazione della democrazia, avvenuta nel 403 a.C., e propose un decreto in lode dei democratici fuoriusciti, [chiedendo che fosse concessa la cittadinanza ateniese ai meteci che avevano partecipato all'evento][verificare meglio fonti: il decreto per la cittadinanza fu proposto da Trasibulo, mentre sembra che Archino lo abbia modificato escludendo questa concessione e limitandosi a onori formali]; infine, fu un grande promotore dell'uso dell'alfabeto ionico ad Atene (403-402 a.C.).